# Puig Claper
El Puig Claper és una muntanya de 280 metres que es troba entre els municipis d'Albinyana i el Vendrell, a la comarca del Baix Penedès.